# Llista de centrals nuclears d'Espanya

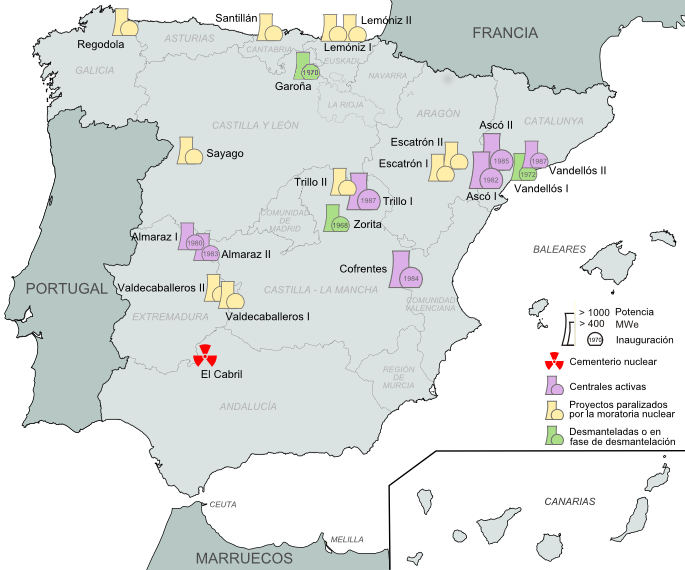
Centrals nuclears a Espanya el 2008

La llista de centrals nuclears d'Espanya és una llista amb les centrals nuclears operatives el 2010 que es troben a l'Estat espanyol. A Espanya hi ha vuit centrals nuclears que generen energia elèctrica. L'any 1997 van produir un 30% de l'electricitat generada a l'Estat i el 2009 aquesta proporció havia baixat al 19%. La seva potència total és de 7.178MWe. Totes tenen reactors de tipus PWR o BWR.

## Centrals nuclears operatives
- Almaraz I, reactor PWR, 930 MWe. Funciona des de 1980.
- Almaraz II, reactor PWR, 930 MWe. Funciona des de 1983.
- Ascó I, reactor PWR, 930 MWe. Funciona des de 1982.
- Ascó II, reactor PWR, 930 MWe. Funciona des de 1985.
- Cofrents, reactor BWR, 975 MWe. Funciona des de 1984.
- Vandellòs II, reactor PWR, 982 MWe. Funciona des de 1987.
- Trillo I, reactor PWR, 1.041 MWe. Funciona des de 1987.

## Centrals en fase de desmantellament
- Santa María Garoña, (1970-2013) reactor BWR, potència de 460 MWe.
- José Cabrera o Zorita (1969-2006), reactor PWR. Tenia una potència de 160 MWe. Tancada el 2006 i en fase de desmuntatge.
- Vandellòs I (1972-1989), reactor de gas (CGR) del subtipus UNGG (avui desaparegut al món). Tenia una potència de 500MWe. Tancada el 1990 i en període de latència (segona fase del desmantellament) fins al 2028.